# Kogaloor, Channagiri
Kogaloor là một làng thuộc tehsil Channagiri, huyện Davanagere, bang Karnataka, Ấn Độ.